# Ephedrus vaccinii
Ephedrus vaccinii är en stekelart som beskrevs av Gardenfors 1986. Ephedrus vaccinii ingår i släktet Ephedrus och familjen bracksteklar. Arten är reproducerande i Sverige. Inga underarter finns listade i Catalogue of Life.